# Tachina evanida
Tachina evanida är en tvåvingeart som först beskrevs av Henry J. Reinhard 1953.  Tachina evanida ingår i släktet Tachina och familjen parasitflugor. Inga underarter finns listade i Catalogue of Life.